# Prison School
Prison School (監獄学園（プリズンスクール）, Purizun Sukūru) est un seinen manga d'Akira Hiramoto, prépublié dans le magazine Weekly Young Magazine de l'éditeur Kōdansha du 7 février 2011 au 25 décembre 2017 et publié en un total de 28 volumes reliés. La version française est éditée par Soleil Manga.
Une adaptation en anime produite par le studio J.C. Staff est diffusée entre juillet et septembre 2015 sur Tokyo MX et en simulcast sur Crunchyroll. Une adaptation en drama est diffusée au Japon entre octobre et décembre 2015.

## Synopsis
L'histoire se déroule dans une école renommée et très stricte auparavant réservée aux filles. Mais l'établissement change sa politique et scolarise cinq jeunes hommes qui par leur comportement, se retrouveront très rapidement en quarantaine. Ils devront faire face à toutes sortes d’embûches pour sortir de cette situation critique et échapper aux griffes du bureau des élèves (BDE).

## Personnages

### Personnages principaux
Kiyoshi Fujino (藤野 清志, Fujino Kiyoshi)
Voix japonaise : Hiroshi Kamiya
Kiyoshi est l'un des cinq garçons qui ont accepté de rejoindre le lycée. Des cinq, il semble être le plus "normal". Il tombe vite amoureux de Chiyo, une des élèves de sa classe, qui lui propose un rendez-vous pour aller voir un tournoi de sumo étudiant. Après la tentative de voyeurisme raté, il est, avec ses acolytes, emprisonné dans la prison interne du lycée. Bien décidé à se rendre au tournoi, il va tout faire pour s'évader de prison au nez du conseil clandestin et de ses codétenus.
Takehito Morokuzu (諸葛 岳人, Morokuzu Takehito)
Voix japonaise : Katsuyuki Konishi
Takehito Morokuzu surnommé "Gakuto" est l'un des nouveaux garçons du lycée. Grand amateur de l'Histoire des Trois Royaumes, il est aussi le décideur de la tentative de voyeurisme des garçons. Après cet échec, il décide d'aider Kiyoshi dans sa tentative d'évasion en échange d'une figurine de Guan Yu.
Shingo Wakamoto (若本 真吾, Wakamoto Shingo)
Voix japonaise : Kenichi Suzumura
Shingo Wakamoto est un nouveau garçon du lycée. Il est le rebelle du groupe et l'un des plus pervers. Il se montre aussi très rancunier envers ses camarades lorsqu'il se sent trahi.
Jōji Nezu (根津 譲二, Nezu Jōji)
Voix japonaise : Daisuke Namikawa
Jōji Nezu, surnommé "Jô", est l'un des nouveaux garçons de l'école. Maigrichon et vulgaire, il semble aussi souffrir d'une infection d'aphtes qui le fait tousser et cracher du sang de manière violente. Il est aussi passionné par les fourmis dont il possède un élevage.
Reiji Andō (安堂 麗治, Andō Reiji)
Voix japonaise : Kazuyuki Okitsu
Reiji Andō, surnommé "André" est un des nouveaux élèves masculins. Très imposant physiquement, il se montre rapidement capable d'un masochisme incroyable. Il voit en la vice-présidente une dominatrice qui lui fera prendre beaucoup de plaisir.

### BDE clandestin
Mari Kurihara (栗原 万里, Kurihara Mari)
Voix japonaise : Sayaka Ohara
Mari Kurihara est la présidente du conseil clandestin des élèves. Éleveuse de corbeau, elle se montre rapidement extrêmement misandre. Elle profite de la tentative de voyeurisme de ces derniers pour les faire emprisonner. Elle est aussi la fille du proviseur et la sœur de Chiyo.
Meiko Shiraki (白木 芽衣子, Shiraki Meiko)
Voix japonaise : Shizuka Itō
Meiko Shiraki est la vice présidente du conseil clandestin. Entièrement dévouée à la présidente, c'est elle qui surveillera les garçons pendant leur détention. Très fière de son corps quelque peu original de son décolleté, elle fait régulièrement du sport et semble être atteinte d'hyperhidrose due à ses sudations excessives.
Hana Midorikawa (緑川 花, Midorikawa Hana)
Voix japonaise : Kana Hanazawa
Hana Midorikawa est la secrétaire du conseil clandestin. Elle est aussi dans le top 4 international de karaté et se montre rapidement très violente. À la suite d'un incident avec Kiyoshi, elle est très revancharde envers lui et va lui en faire baver.

### BDE Officiel
Keito Takenomiya (竹ノ宮 ケイト, Takenomiya Keito)
Voix japonaise : Ami Koshimizu
Keito, parfois appelée "Kate", est la présidente du conseil officiel des élèves. Mise à l'écart par le conseil clandestin, elle reprend le dessus après l'échec de l'opération "Virons les mecs". Elle connait Meiko et Mari depuis l'enfance et les déteste. Elle va par la suite tout mettre en œuvre pour ruiner la réputation et le statut du conseil clandestin des élèves.
Risa Betto (別当 リサ, Bettō Risa)
Risa est la vice-présidente du conseil officiel des élèves. Très adroite avec son boken en bambou, elle va nourrir une relation étrange avec André et se sentira alors en compétition avec Meiko.
Mitsuko Yokoyama (横山 みつ子, Yokoyama Mitsuko)
Voix japonaise : Mikako Takahashi
Mitsuko est la secrétaire du conseil officiel des élèves. Elle fera vite preuve d'une grande maladresse qui lui vaudra le surnom de "miss papillon" en référence à "l'effet papillon". Elle apprécie Gakuto avec qui elle partage une passion commune: l'histoire des trois royaumes.

### Autres personnages
Chiyo Kurihara (栗原 千代, Kurihara Chiyo)
Voix japonaise : Chinami Hashimoto
Chiyo Kurihara est la sœur de la présidente du conseil clandestin et la fille du proviseur. Doté d'un grand sens de la justice, elle aidera les garçons à lutter contre le conseil clandestin qu'elle accuse de complot. Elle semble apprécier Kiyoshi depuis qu'elle a vu celui-ci sauver un des corbillats de sa sœur.
Le proviseur (理事長, Rijichō)
Voix japonaise : Keiji Fujiwara
Le proviseur Kurihara est le père de Chiyo et de Mari et le plus haut placé du lycée. C'est lui qui décidera de briser la tradition de l'établissement et d'accueillir des élèves masculins. Très pervers, il voue un culte aux belles paires de fesses en particulier celles qui viennent d'Amérique latine. Il a aussi la manie de finir ses phrases par un sous-entendu sexuel.
Anzu Yokoyama (横山 杏子, Yokoyama Anzu)
Voix japonaise : Yō Taichi
Anzu est la présidente du fan club du conseil clandestin. Recruté par Mari, elle a pour mission de séduire Shingo pour que celui-ci commette une faute qui provoquera leur exclusion. Elle trahira alors le conseil clandestin afin de les aider. Elle nourrit depuis une complicité avec Shingo.

## Manga
Prison School débute le 7 février 2011 dans le Weekly Young Magazine et prend fin le 25 décembre 2017. La série est publiée par Kōdansha en un total de 28 volumes reliés sortis entre le 6 juin 2011 et le 6 avril 2018. La version française est publiée par Soleil Manga avec un premier tome sorti le 16 juillet 2014 et le 28e et dernier tome le 23 juin 2021. Le tirage total de la série s'élève à plus de 13 millions d'exemplaires en mars 2018.

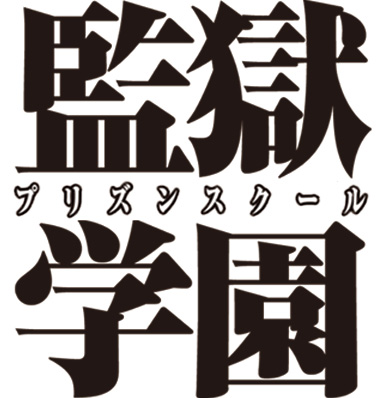
Logo de la version originale du manga.

Une série d'histoires dérivées intitulée Anime kangoku gakuen o tsukutta otoko-tachi (アニメ監獄学園を創った男たち) dessinée par Hanamura (ハナムラ) et présentant les coulisses de la création de l'anime Prison School commence sa parution dans le Weekly Young Magazine en 2015 et se termine dans le Young Magazine Third en 2016, puis est publié au Japon en version numérique le 4 mars 2016  (ISBN 978-4-06-382749-1).
Une série dérivée humoristique intitulée Les dessous de Meiko (副会長ガンバル, Fukukaichō ganbaru) scénarisée et dessinée par ReDrop est prépubliée dans le magazine Young Magazine the 3rd entre le 6 août 2016 et 2017, puis éditée par Kōdansha en un volume sorti au Japon le 6 novembre 2017  (ISBN 978-4-06-510442-2) et en France le 14 août 2019  (ISBN 978-2-302-07674-7).

## Anime

Logo original de l'anime.

L'adaptation en anime est annoncée en août 2014 lors de la sortie du quatorzième tome du manga. Celle-ci est produite au sein du studio J.C. Staff, réalisée par Tsutomu Mizushima et scénarisée par Michiko Yokote et est diffusée à partir de juillet 2015. Elle comporte 12 épisodes et 1 OAV.
En 2019, l'éditeur Dybex annonce la sortie d'une intégrale Blu-Ray / DVD destinée au marché francophone européen.

### Liste des épisodes
| No  | Titre en français                           | Titre original                                         | Date de 1re diffusion |
| --- | ------------------------------------------- | ------------------------------------------------------ | --------------------- |
| 1   | Opération voyeurisme !                      | ノゾキ大作戦 Nozoki dai sakusen                        | 10 juillet 2015       |
| 2   | L'homme qui en savait trop (sur les fesses) | 尻すぎていた男 Shiri sugite ita otoko                  | 17 juillet 2015       |
| 3   | La grande éruption                          | 大噴出 Daifunshutsu                                    | 24 juillet 2015       |
| 4   | Emmenez-moi au tournoi de sumo              | 私をスモーに連れてって Watashi o sumō ni tsuretette    | 31 juillet 2015       |
| 5   | Le plus grand traître du lycée              | 学園一の裏切り男 Gakuen ichi no uragiri otoko          | 7 août 2015           |
| 6   | La vengeance est à Hana                     | 復讐するは花にあり Fukushū suru wa Hana ni ari         | 14 août 2015          |
| 7   | Le délicieux restaurant de Meiko            | 芽衣子のおいしいレストラン Meiko no oishī resutoran    | 21 août 2015          |
| 8   | Le journal intime d'André                   | アンドレの日記 Andore no nikki                         | 28 août 2015          |
| 9   | Du liquide partout                          | 体液がいっぱい Taieki ga ippai                         | 4 septembre 2015      |
| 10  | La vie est belle, comme un cul !            | 素晴らしき尻哉、人生！ Subarashiki shiri kana, jinsei! | 11 septembre 2015     |
| 11  | Eringi Brokovitch                           | エリンギ・ブロコビッチ Eringi Burokobicchi             | 18 septembre 2015     |
| 12  | Good Morning, Prison                        | グッドモーニング・プリズン Guddo mōningu purizun       | 25 septembre 2015     |
| OVA | Pas de traduction officielle                | マッドワックス Maddo wakkusu                           | 4 mars 2016           |

## Drama
Une adaptation en drama réalisée par Noboru Iguchi est diffusée sur MBS et TBS entre octobre 2015 et décembre 2015.

## Distinctions
En 2013, le manga obtient le Prix Kōdansha dans la catégorie générale, ex æquo avec Gurazeni (グラゼニ) de Keiji Adachi et Jōkura Cozy.